# XXXIIe congrès du Parti communiste français
Le XXXIIe congrès du PCF s'est tenu à Saint-Denis, du 3 au 6 avril 2003.

## Contexte
Le 32e congrès se déroule moins d'un an après le premier tour de l'élection présidentielle de 2002, où le président du PCF, Robert Hue, n'avait obtenu que 3,37 % des suffrages, tandis que le candidat du Front national était présent au second tour. Les élections législatives ont cependant un peu nuancé l'échec de la présidentielle, puisque le Parti conserve un groupe parlementaire avec 21 députés (contre 36 en 1997 et 22 en 1993).
La « claque électorale » marque néanmoins un échec pour le processus de « mutation » engagé par Robert Hue, censé moderniser le parti : les enquêtes indiquent que moins de la moitié des sympathisants du PCF ont voté pour ce dernier à l'élection présidentielle et que moins d'un sondé sur trois a une opinion favorable sur le PCF (1 sur 2 pour le communisme).
La convocation d'un congrès au début de 2003 est décidée par une conférence nationale qui se tient à Gennevilliers du 26 au 29 juin 2002. Elle le charge de trancher sur les trois principales questions posées et discutées par les adhérents dans ce contexte :
- L'analyse des résultats électoraux de 2002 et des causes de l'échec du PCF ;
- La définition des grands axes d'un « projet communiste de notre temps » ;
- Le choix de la forme d'organisation : la question du Parti communiste.

Cette dernière question est d'ores et déjà soumise au débat lors de la conférence nationale, puisqu'elle examine puis rejette une motion présentée par des militants refondateurs (Patrick Braouezec, Pierre Zarka) visant à l'organisation d'« États généraux du Parti communiste » qui auraient réuni syndicats, mouvement social et d'autres partis comme la LCR

## Préparation
Le congrès fut pour la première fois préparé en fonction des statuts adoptés lors du congrès précédent, qui prévoient l'élaboration par le Conseil national d'un « projet de base commune de discussion » portant sur le ou les points à l’ordre du jour du congrès. Le but de cette base commune est de réaliser le consensus le plus large au sein du parti, à travers les débats en Conseil national (et le dépôt des amendements appelés « fenêtres ») et les contributions transmises aux adhérents. En l'absence de consensus, les statuts prévoient la possibilité de déposer des « propositions alternatives de base commune » (par 200 adhérents ou un conseil départemental). Les projets de base commune sont ensuite soumis aux votes des cotisants : la base commune désignée conduit les débats du congrès, qui l'amende puis l'adopte.

### Les tribunes
La préparation du congrès fait l'objet de centaines de tribunes et de contributions publiées dans L'Humanité depuis la décision de la direction d'engager un débat public après le 21 avril 2002. Parmi les principales tribunes déposées, on note :
- « Appel à un congrès extraordinaire du PCF »[5], déposée par des orthodoxes (Georges Hage, Freddy Huck, Maxime Gremetz).
- « Pour un congrès et un changement radical »[6], déposée par les « novateurs » (Paul Boccara, Yves Dimicoli, Nicolas Marchand).
- « Pour un congrès extraordinaire de sortie de la mutation réformiste »[7], déposée par des militants de la Fédération nationale des associations pour la renaissance communiste.
- « Fonder le Parti communiste du XXIe siècle »[8], déposée par des « huistes » (André Lajoinie, Marie-Pierre Vieu, Pierre Blotin).
- « Pour un vrai parti communiste, révolutionnaire et démocratique — appel de la Gauche communiste »[9], déposée par la Gauche communiste de Jean-Jacques Karman.

### Les textes
Les nouveaux statuts et la situation de crise du PCF placent les militants devant un choix d'orientation ouvert, pour la première fois dans l'histoire du parti. À la suite de l'adoption par le Conseil national, les 2 et 3 février 2003 d'une base commune, deux « propositions alternatives de base commune » ont été développées :
- Le texte « Reconstruire le PCF et réunifier les communistes sur des bases révolutionnaires », proposé par la fédération du Pas-de-Calais et soutenu par la Gauche communiste, la FNARC et les orthodoxes ;
- Le texte « Ensemble, une nouvelle orientation pour un nouvel élan du PCF » proposé par les « novateurs ».

Le texte du Conseil national, était soutenu quant à lui par les « hueistes » et les refondateurs.
| Texte | Résultat | Résultat |
| Texte | Voix     | %        |
| --- | -------- | -------- |
| « Communisme : écrire ensemble une page nouvelle » Texte du Conseil national                                                                                | 22 633   | 55,02 %  |
| « Reconstruire le PCF et réunifier les communistes sur des bases révolutionnaires » Texte alternatif présenté par le Conseil départemental du Pas-de-Calais | 9 708    | 23,60 %  |
| « Ensemble, une nouvelle orientation pour un nouvel élan du PCF » Texte alternatif présenté par un collectif de plus de 200 communistes                     | 8 794    | 21,38 %  |
| |          |          |
| Inscrits | 133 767  | -        |
| Votants | 42 782   | 31,98 %  |
| Blancs ou nuls | 1 647    | 3,85 %   |
| Suffrages exprimés | 41 135   | 96,15 %  |

## Déroulement
Une partie de l'aile gauche du PCF désire présenter une liste alternative pour la direction menée par Nicolas Marchand secrétaire de la fédération du Val-de-Marne, comprenant notamment le député Maxime Gremetz ou Jean-Jacques Karman de la Gauche communiste. Toutefois, cette initiative n’aboutira pas et seule la liste "officielle" menée par Marie-George Buffet était présente lors du scrutins.
Les résultats sont les suivants :
- Liste « officielle » présentée par Marie-Georges Buffet : 76,16 % des voix
- Bulletins blancs et nuls : 23,84 des voix

Marie-George Buffet est réélue Secrétaire nationale du Parti communiste français.

## Membres de la direction
Le Conseil national désigne les 50 membres du Comité exécutif national (CEN) chargé de l'animation politique du parti :
- Secrétaire nationale : Marie-George Buffet
- Président du Conseil national : Michel Duffour
- Membres du Comité : Cathy Apourceau, Bernard Birsinger, Nicole Borvo, Bernard Calabuig, Daniel Cirera, Laurence Cohen, Patrice Cohen-Seat, Marie-Claire Culié, Michelle Demessine, Brigitte Dionnet, Gilles Garnier, Jean-François Gau, Elisabeth Gauthier, Manuela Gomez, Dominique Grador, Joëlle Greder, Serge Guichard, Michel Laurent, Patrick Malavieille, Jean-Claude Mairal, Alain Obadia, Francis Parny, Marjolaine Rauze, Richard Sheehan, Marie-Pierre Vieu et Marie-France Vieux-Marcaud.